# Џон Кеподис
Џон Кеподис (енгл. John Capodice; Чикаго, 25. децембар 1941 — 30. децембар 2024), био је амерички позоришни, филмски и ТВ глумац.
Његова каријера почела је 1978. Познат је по улогама у филмовима Ејс Вентура: Детектив за кућне љубимце, Голи пиштољ 3 (1994), Брзина (1994), Фантом (1996), Дан независности (1996) и Државни непријатељ (1998).